# 황보원
황보원(1987년 7월 13일 ~ )은 중국의 전직 축구 선수로 현역 시절 베이징 궈안, 전북 현대 모터스, 광저우 FC 등에서 미드필더로 활약했으며 한 때 AFC 챔피언스리그 엘리트 역대 최다 출전 기록을 보유하기도 했다.

## 축구인 경력

### 선수 경력
2004년 중국 슈퍼리그 베이징 궈안에 입단하였으며 16세 317일만에 득점, 역대 최연소 득점 기록을 보유하고 있다. 2011년 AFC 아시안컵 중국 대표팀으로 활약하였다.
2011년 2월 10일 전북 현대 모터스에 영입되어 첫 시즌 20경기에 출전하여 준수한 모습을 보였다. 2012 시즌 리그 9경기에 출전하여 1골 2도움을 기록한 후 7월 7일 광저우 헝다로 이적하였다.